# Bistum Goiás
Das Bistum Goiás (lat.: Dioecesis Goiasensis, port.: Diocese de Goiás) ist eine in Brasilien gelegene römisch-katholische Diözese mit Sitz in Goiás Velho im Bundesstaat Goiás.

## Geschichte
Das Bistum Goiás wurde am 6. Dezember 1745 durch Papst Benedikt XIV. mit der Apostolischen Konstitution Candor lucis aeternae aus Gebietsabtretungen des Bistums São Sebastião do Rio de Janeiro als Territorialprälatur Goiás errichtet. Am 15. Juli 1826 wurde die Territorialprälatur Goiás durch Papst Leo XII. mit der Apostolischen Konstitution Sollicita Catholici gregis zum Bistum erhoben. Die Territorialprälatur Goiás wurde am 27. April 1896 dem Erzbistum São Sebastião do Rio de Janeiro als Suffraganbistum unterstellt. Am 1. Mai 1906 wurde das Bistum Goiás dem Erzbistum Mariana als Suffraganbistum unterstellt. Das Bistum Goiás gab am 29. September 1907 Teile seines Territoriums zur Gründung des Bistums Uberaba ab. Weitere Gebietsabtretungen erfolgten am 20. Dezember 1915 zur Gründung des Bistums Porto Nacional, am 25. Juli 1924 zur Gründung der Territorialprälatur São José do Alto Tocantins und am 21. Juni 1929 zur Gründung der Territorialprälatur Jataí.
Am 18. November 1932 wurde das Bistum Goiás durch Papst Pius XI. mit der Apostolischen Konstitution Quae in faciliorem zum Erzbistum erhoben. Das Erzbistum Goiás gab am 26. März 1956 Teile seines Territoriums zur Gründung der Territorialprälatur Formosa, des Erzbistums Goiânia und des Bistums Uruaçu ab. Zudem wurden dem Bistum Goiás Teile des Territoriums der aufgelösten Territorialprälatur Bananal angegliedert.
Am 26. März 1956 wurde das Erzbistum Goiás durch Papst Pius XII. mit der Apostolischen Konstitution Quo gaudio zum Bistum herabgestuft und dem Erzbistum Goiânia als Suffraganbistum unterstellt. Das Bistum Goiás gab am 25. November 1961 Teile seines Territoriums zur Gründung der Territorialprälatur São Luís de Montes Belos ab. Eine weitere Gebietsabtretung erfolgte am 11. Oktober 1966 zur Gründung der Territorialprälatur Rubiataba.

## Ordinarien

### Prälaten von Goiás
- Vicente do Espirito Santo OAD, 1782–1788
- José Nicolau de Azevedo Coutinho Gentil, 1788–…
- Vicente Alexandre de Tovar, 1803–1808
- Antônio Rodrigues de Aguiar, 1810–1818
- Francisco Ferreira de Azevedo, 1819–1826

### Bischöfe von Goiás
- Francisco Ferreira de Azevedo, 1826–1854
- Domingos Quirino de Souza, 1860–1863
- Joaquim Gonçalves de Azevedo, 1865–1876, dann Erzbischof von São Salvador da Bahia
- Antônio Maria Corrêa de Sá e Benevides, 1876–1877, dann Bischof von Mariana
- Cláudio José Gonçalves Ponce de Leão CM, 1881–1890, dann Bischof von São Pedro do Rio Grande
- Joaquim Arcoverde de Albuquerque Cavalcanti, 1890–1892, dann Koadjutorbischof von São Paulo
- Eduardo Duarte e Silva, 1891–1907, dann Bischof von Uberaba
- Prudencio Gomes da Silva, 1907–1921
- Emanuel Gomes de Oliveira SDB, 1922–1932

### Erzbischöfe von Goiás
- Emanuel Gomes de Oliveira SDB, 1932–1955

### Bischöfe von Goiás
- Cândido Bento Maria Penso OP, 1957–1959
- Abel Ribeiro Camelo, 1960–1966
- Tomás Balduino OP, 1967–1998
- Eugène Rixen, 1998–2020
- Jeová Elias Ferreira, seit 2020